# Вулиця Сабіра
Вулиця Сабіра (азерб. Sabir küçəsi) — вулиця в Баку, в історичному районі Ічері-шехер (Старе місто), об'єкті всесвітньої спадщини (№ 958 [Архівовано 24 листопада 2019 у Wayback Machine.] у списку).

## Історія
Сучасна назва на честь Мірзи Алекпера Сабіра (1862—1911) — одного з найбільш видатних азербайджанських поетів початку XX століття.
До 1939 року — Соборна, оскільки починалася біля Микільської православної церкви (собору). Церква була знесена в 1932 році, нині на цьому місці будинок БАГЕС

## Забудова
буд. № 7 — Бакинське бюро подорожей та розваг (1700, перебудований в 1899 році, архітектор Казимир Скуревіч)
буд. № 9 — мечеть Молла Ахмед (початок XIV століття)

## Вулиця в кінематографі
На вулиці знімався ряд епізодів фільму " Діамантова рука " (жінка легкої поведінки пристає до Горбункова і Козодоєва)